# 後藤宗俊
後藤 宗俊（ごとう むねとし、1938年 - ）は、日本の考古学者。別府大学名誉教授。大分県出身。

## 来歴
1961年、九州大学文学部史学科考古学専攻卒。1992年、九州大学において学位論文「東九州歴史考古学的論考-古代豊国の原像とその展開」で文学博士を取得。その後、別府大学文学部の教授に就任。2009年に定年を迎え、名誉教授に就任。1987年、坪井清足賞受賞。

## 著書
- 『東九州歴史考古学論考 古代豊国の原像とその展開』（山口書店、1991年）
- 『塼仏の来た道 白鳳期仏教受容の様相』（思文閣出版、2008年）
- 『地域の歴史と文化遺産』（文化財学論集刊行会、2011年）

### 共編著
- 『ヒトと環境と文化遺産 21世紀に何を伝えるか』（共著：網野善彦、飯沼賢司、山川出版社、2000年）
- 『大分県の歴史』（共著：豊田寛三、飯沼賢司、末廣利人、山川出版社、2003年）県史